# Campbell Scott
Campbell Whalen Scott (ur. 19 lipca 1961 w Nowym Jorku) – amerykański aktor, reżyser, scenarzysta i producent filmowy, aktor głosowy.

## Życiorys

### Wczesne lata
Przyszedł na świat w Nowym Jorku jako drugi syn pary aktorskiej – Colleen Dewhurst (1924–1991) i George’a C. Scotta (1927–1999). Dorastał wraz ze starszym bratem Alexandrem (ur. 1960). Uczęszczał do John Jay High School w Cross River w stanie Nowy Jork. W 1983 roku ukończył Lawrence University na wydziale dramatu.

### Kariera
Po raz pierwszy trafił przed kamery telewizyjne w jednym z odcinków serialu NBC Prawnicy z Miasta Aniołów (L.A. Law, 1986). W roku 1982 zadebiutował na scenie Broadwayu rolą żołnierza w sztuce Królowa i rebelianci (The Queen and the Rebels). Potem występował na Broadwayu w spektaklach Eugene O’Neilla: komedii Ah, ta dzicz! (Ah, Wilderness!, 1988) i dramacie Zmierzch długiego dnia (Long Day’s Journey Into Night, 1988) w roli Edmunda Tyrone’a, syna Mary (Colleen Dewhurst).
W 1990 roku Scott zagrał wiodącą rolę w filmie Długoletni przyjaciele (Longtime Companion, 1990) będącym kroniką wczesnych lat AIDS/HIV, epidemii i jej wpływu na grupę amerykańskich przyjaciół. Przełomem w karierze była postać chorego na białaczkę Victora Geddesa w melodramacie Joela Schumachera Za wcześnie umierać (Dying Young, 1991) z Julią Roberts.

## Życie prywatne
9 lipca 1991 poślubił Anne Scott, z którą ma syna Malcolma (ur. 28 stycznia 1998). 18 września 2002 rozwiódł się. 30 maja 2009 poślubił Kathleen McElfresh.

## Filmografia
- Dzielnica pięciu narożników (Five Corners, 1987) jako policjant
- From Hollywood to Deadwood (1989) jako Bobby
- Pod osłoną nieba (The Sheltering Sky, 1990) jako Tunner
- Długoletni przyjaciele (Longtime Companion, 1990) jako Willy
- The Kennedys of Massachusetts (1990) jako Joseph P. Kennedy Jr.
- Ain’t No Way Back (1990) jako Fletcher Cane
- Umrzeć powtórnie (Dead Again, 1991) jako Doug
- Czas chwały (The Perfect Tribute, 1991) jako Carter Blair
- Za wcześnie umierać (Dying Young, 1991) jako Victor Geddes
- Singles (1992) jako Steve Dunne
- Niewinni (The Innocent, 1993) jako Leonard Markham
- Pani Parker i krąg jej przyjaciół (Mrs. Parker and the Vicious Circle, 1994) jako Robert Benchley
- Wybierz mnie (Let It Be Me, 1995) jako Gabriel
- Wielkie Otwarcie (Big Night, 1996) jako Bob
- Rodzinna wyprawa (The Daytrippers, 1996) jako Eddie
- Hiszpański więzień (The Spanish Prisoner, 1997) jako Joe Ross
- Oszuści (The Impostors, 1998) jako Meistrich
- Hi-Life (1998) jako Ray
- Todd rzeźnik (The Tale of Sweeney Todd, 1998) jako Ben Carlyle
- List miłosny (The Love Letter, 1998) jako Scotty Corrigan
- Top of the Food Chain (1999) jako dr Karel Lamonte
- Spring Forward (1999) jako Fredrickson
- Lush (1999) jako Lionel ‘Ex’ Exley
- Hamlet (2000) jako Hamlet
- Niebo czy ziemia (Delivering Milo, 2001) jako Kevin
- Dom dla mojej córki (Follow the Stars Home, 2001) jako David McCune
- Żona pilota (The Pilot’s Wife, 2002) jako Robert Hart
- Lawirant (Roger Dodger, 2002) jako Roger Swanson
- Sekretne życie dentysty (The Secret Lives of Dentists, 2002) jako David Hurst
- Droga do szczęścia (Off the Map, 2003) – reżyseria
- Maria i Bruce (Marie and Bruce, 2004)
- Święty Ralph (Saint Ralph, 2004) jako ojciec Hibbert
- Egzorcyzmy Emily Rose (The Exorcism of Emily Rose, 2005) jako Ethan Thomas
- Loverboy (2005) jako ojciec Paula
- Duma: Podróż do domu (Duma, 2005)
- Umierający Galijczyk (The Dying Gaul, 2005) jako Jeffrey Tishop
- Kinsey (2005) jako narrator (głos)
- Sześć stopni oddalenia (2006–2007) jako Steven Caseman
- Prosto w serce (Music and Lyrics, 2007) jako Sloan Cates
- No End in Sight (2007) jako narrator (głos)
- Crashing (2007) jako Richard
- W krainie czarów (2008) jako dyrektor Davis
- Niesamowity Spider-Man (2012) jako Richard Parker
- Niesamowity Spider-Man (2014) jako Richard Parker